# Doug Jarvis
Douglas McArthur Jarvis (ur. 24 marca 1955 w Brantford, Ontario, Kanada) – kanadyjski hokeista, gracz ligi NHL w latach 1975-1987, reprezentant Kanady. Jest rekordzistą NHL pod względem nieprzerwanych występów w meczach sezonu zasadniczego. Od swego debiutu 10 października 1975 do ostatniego meczu w NHL 10 października 1987 rozegrał 964 mecze. Po zakończeniu kariery zawodniczej został trenerem. 

## Kariera klubowa
- Brandford Majors (1971-1972)
- Peterborough Petes (1972-1975)
- Montreal Canadiens (1975-1982)
- Washington Capitals (1982-1986)
- Hartford Whalers (1985-1987)
- Binghamton Whalers (1987-1988)

## Kariera reprezentacyjna
- * Reprezentant Kanady na MŚJ U-20 w 1974

## Sukcesy
Indywidualne
- Zdobywca Frank J. Selke Trophy w sezonie 1983-1984
- Zdobywca Bill Masterton Memorial Trophy w sezonie 1986-1987

Reprezentacyjne
- Brązowy medal z reprezentacją Kanady na MŚJ U-20 w 1974

Klubowe
- Puchar Stanleya z zespołem Montreal Canadiens w sezonie 1975-1976
- Puchar Stanleya z zespołem Montreal Canadiens w sezonie 1976-1977
- Puchar Stanleya z zespołem Montreal Canadiens w sezonie 1977-1978
- Puchar Stanleya z zespołem Montreal Canadiens w sezonie 1978-1979